# Gerbstedt (Ortschaft)
Gerbstedt ist eine Ortschaft und Hauptort der Stadtgemeinde Gerbstedt im Landkreis Mansfeld-Südharz in Sachsen-Anhalt, Deutschland.

## Geografie
Gerbstedt liegt auf der Mansfelder Platte, einem welligen Plateau am Zusammentreffen zweier Täler, die sich zum Tal des Lobach, der nach Osten abfließt, vereinigen, rund 30 Kilometer Luftlinie nordwestlich der Großstadt Halle an der Saale im nordöstlichen Landkreis Mansfeld-Südharz. Nähere Städte in der Umgebung sind Hettstedt im Westen, Eisleben im Südosten und Könnern im Nordosten.

## Geschichte

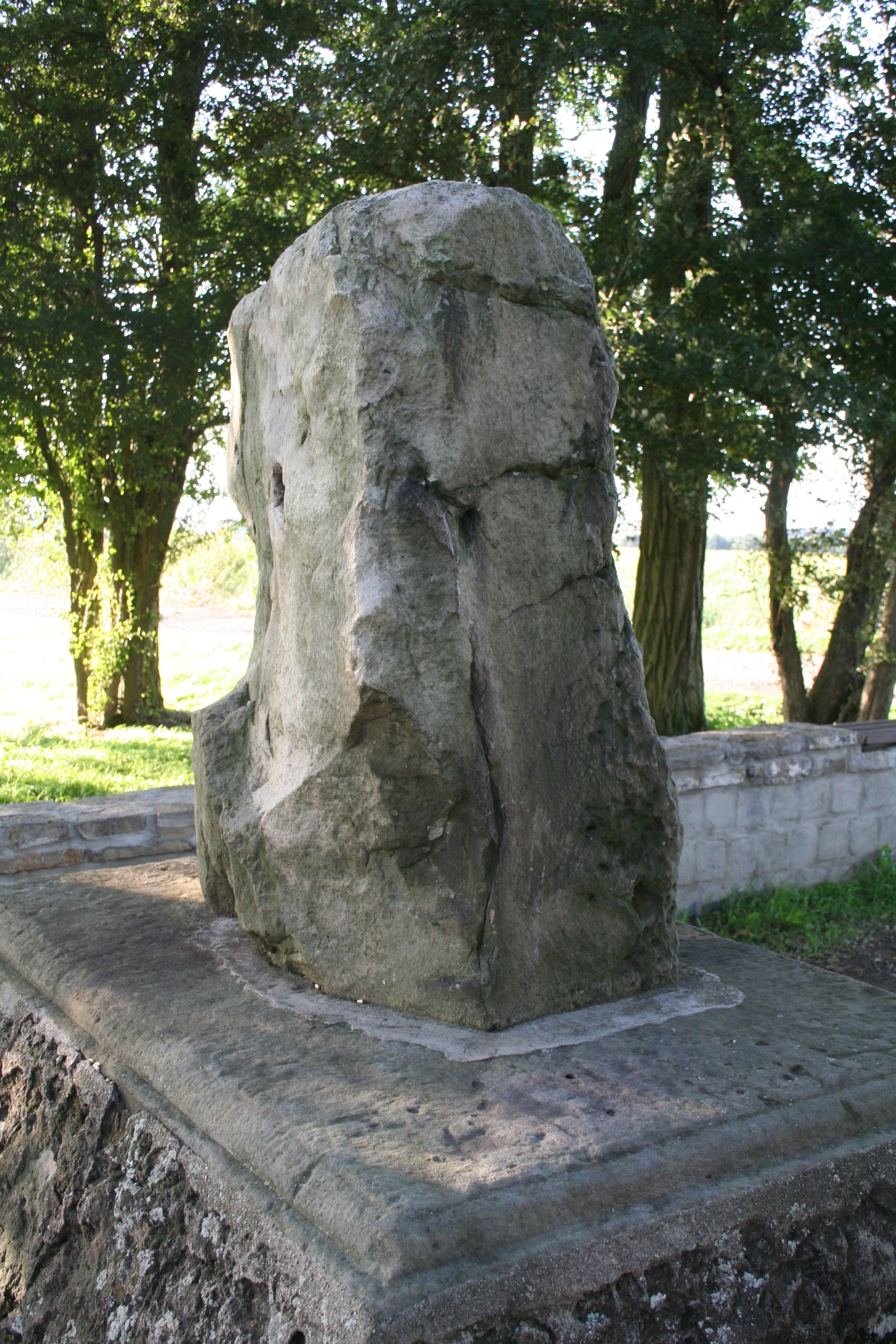
Der Löchrige Stein

### Vorgeschichte
Fruchtbare Böden zogen in der Jungsteinzeit die ersten Siedler in die Fluren um das heutige Gerbstedt. Noch heute sind ihre Spuren in Form von Menhiren und Grabhügeln (z. B. auf dem Sehringsberg bei Helmsdorf) zu finden. In der Bronzezeit um 800 v. Chr. gab es viele Siedlungen um Gerbstedt, auch im Bereich der heutigen Kernstadt. Auf dem Gebiet der Schule befand sich zum Beispiel eine solche Siedlung. Eine weitere Siedlung ist auch auf dem Gebiet des heutigen Sportplatzes gefunden worden. Einige Wüstungen um Gerbstedt entstammen auch dieser Zeit.

### Mittelalter
Wahrscheinlich um 500 nach Christus wurde die heutige Stadt Gerbstedt als Gerbistide (Wohnstätte der Gerbitz) gegründet, der damalige Ortskern befand sich vermutlich am heutigen Friedhof. Gerbstedt war damals nur ein kleines Dorf unter vielen, es hatte auch keine besondere Bedeutung, bis im Jahre 985 durch Rikdag, Markgraf von Meißen ein Nonnenkloster in Gerbstedt gegründet wurde, erste Äbtissin war Rikdags Schwester Eilsuid. Zu diesem Zeitpunkt wurde der Ort auch als Gerbizstidi erstmals urkundlich erwähnt. 1014 kam das Kloster an die Grafen von Wettin.
Am 11. Februar 1115 kam es südlich des Ortsteils Welfesholz zu einer bedeutenden Schlacht, der Schlacht am Welfesholz. In ihr kämpften die Truppen von Kaiser Heinrich V. gegen die der sächsischen Fürsten, welche dann als Sieger aus der Schlacht herausgingen.
Der „Löchrige Stein“, ein Monolith, wurde überarbeitet und als Denkmal zweckentfremdet. Vor der Schlacht sollen einige Menschen aus den Dörfern um Gerbstedt Schutz in der Stadt gesucht haben.
Um 1199 begann durch den Bergbau ein wirtschaftlicher Aufschwung, Gerbstedt begann zu wachsen. Im Jahre 1442 bekam der Marktort vom Magdeburger Erzbischof Günter das Befestigungsprivileg, der Ort wurde mit Stadtmauern befestigt. Am 10. August 1530 wurde der Ort dann durch Kaiser Karl V. zur Stadt erhoben. Vier Jahre später begann der Bau des Rathauses im Stil der Renaissance, es wurde 1567 vollendet und steht noch heute.
Dieses wurde 1541 an den Grafen von Mansfeld-Friedeburg verkauft. Um 1730 beginnt auch in Gerbstedt der intensive Abbau von Kupferschiefer (Reviere Sperlingsberg, Tieftal und Roter Berg).

### Neuzeit

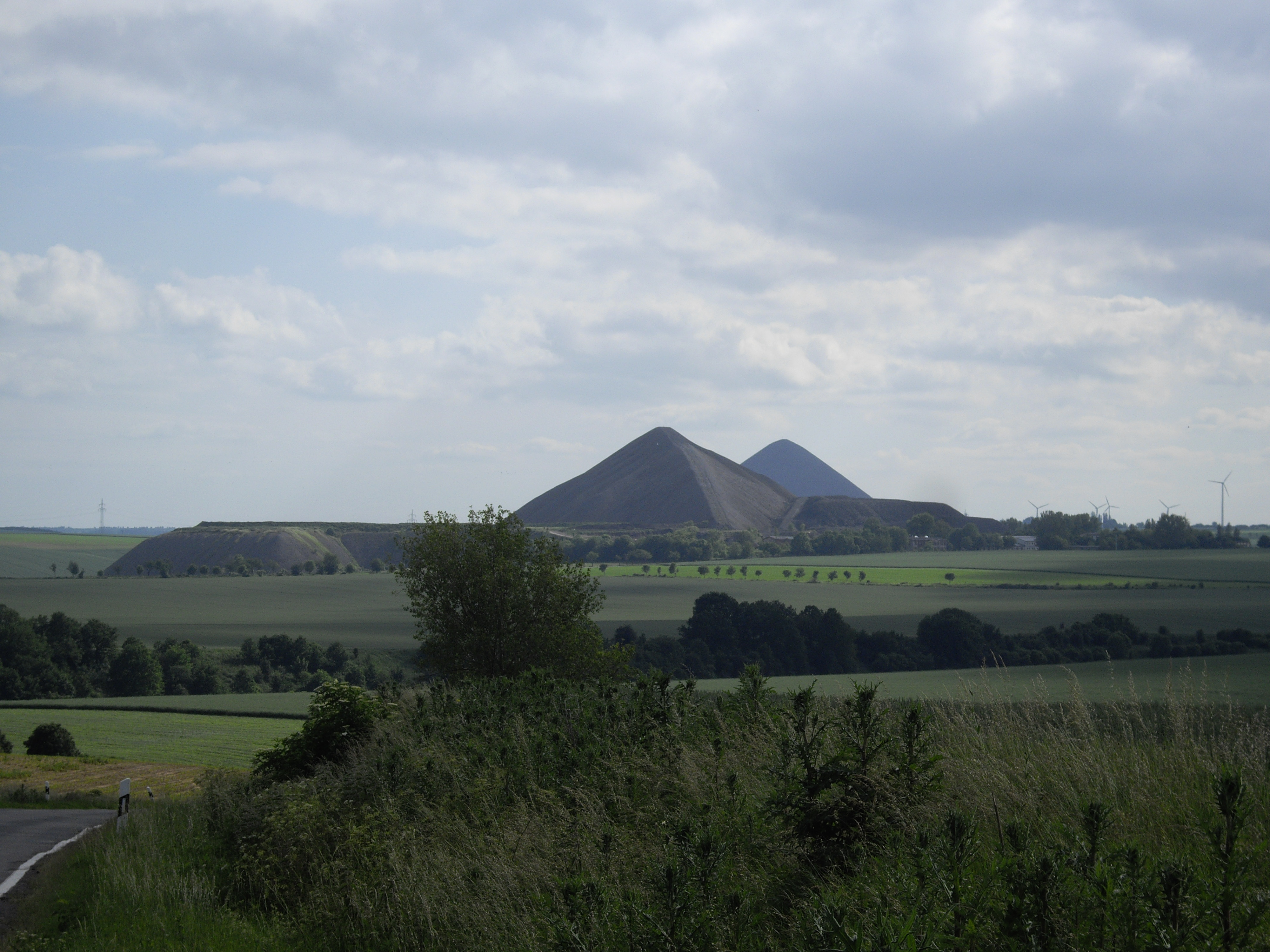
Halden von Brosowski-Schacht (vorn) und Thälmann-Schacht

Im 17. Jahrhundert wurde die Stadt durch die Pest und den Dreißigjährigen Krieg fast vollständig entvölkert und niedergebrannt. 1738 erwarb der preußische König Friedrich Wilhelm I. das Steubensche Rittergut und machte es zum Amt Gerbstedt. Im Jahr 1740 wurde die barocke Johanniskirche erbaut, außerdem wurde die Stadt zur Garnisonsstadt der preußischen Armee erklärt und blieb dies bis 1749. Seit 1780 gehört die Stadt zusammen mit dem übrigen preußischen Teil der Grafschaft Mansfeld zum brandenburg-preußischen Herzogtum Magdeburg.
Der Bau der Halle-Hettstedter Eisenbahn im Jahr 1896 brachte der Stadt einen weiteren Aufschwung. Das Schloss im Norden der Altstadt wurde im Jahr 1904 durch die Familie zu Schulenburg erbaut, die katholische Herz-Jesu-Kirche wurde zwei Jahre später erbaut (2016 profaniert). Der Zweite Weltkrieg endete für Gerbstedt mit dem Einmarsch amerikanischer Truppen am 14. April 1945, am 3. September desselben Jahres zog die sowjetische Rote Armee ein. Durch die Stilllegung des sogenannten Otto-Brosowski-Schachtes im Jahre 1969 endete der Kupferschieferabbau in und um Gerbstedt.

## Wirtschaft

### Ansässige Unternehmen
In Gerbstedt befinden sich einige metallverarbeitende Betriebe, kleinere Handwerksbetriebe, Einzelhandel sowie Dienstleistungsbetriebe.

### Verkehr
Die Stadt ist nicht an den Schienenverkehr angebunden, der Bahnhof Gerbstedt ist seit der Stilllegung die Bahnstrecke Halle Klaustor–Hettstedt nicht mehr in Nutzung. Der nächsten Bahnstationen befinden sich in Belleben und Sandersleben (Anh) (Bahnstrecke Halle–Vienenburg) und Hettstedt (Bahnstrecke Berlin–Blankenheim). Gerbstedt ist mit Landstraßen an seine Nachbarorte angebunden, die nächste Bundesstraße ist die Bundesstraße 180 (Aschersleben–Naumburg (Saale)) bei Klostermansfeld 10 km südwestlich der Stadt. Die nächste Autobahnabfahrt befindet sich an der A 14 bei Könnern 11,5 km nordwestlich des Ortes.

## Kultur und Sehenswürdigkeiten

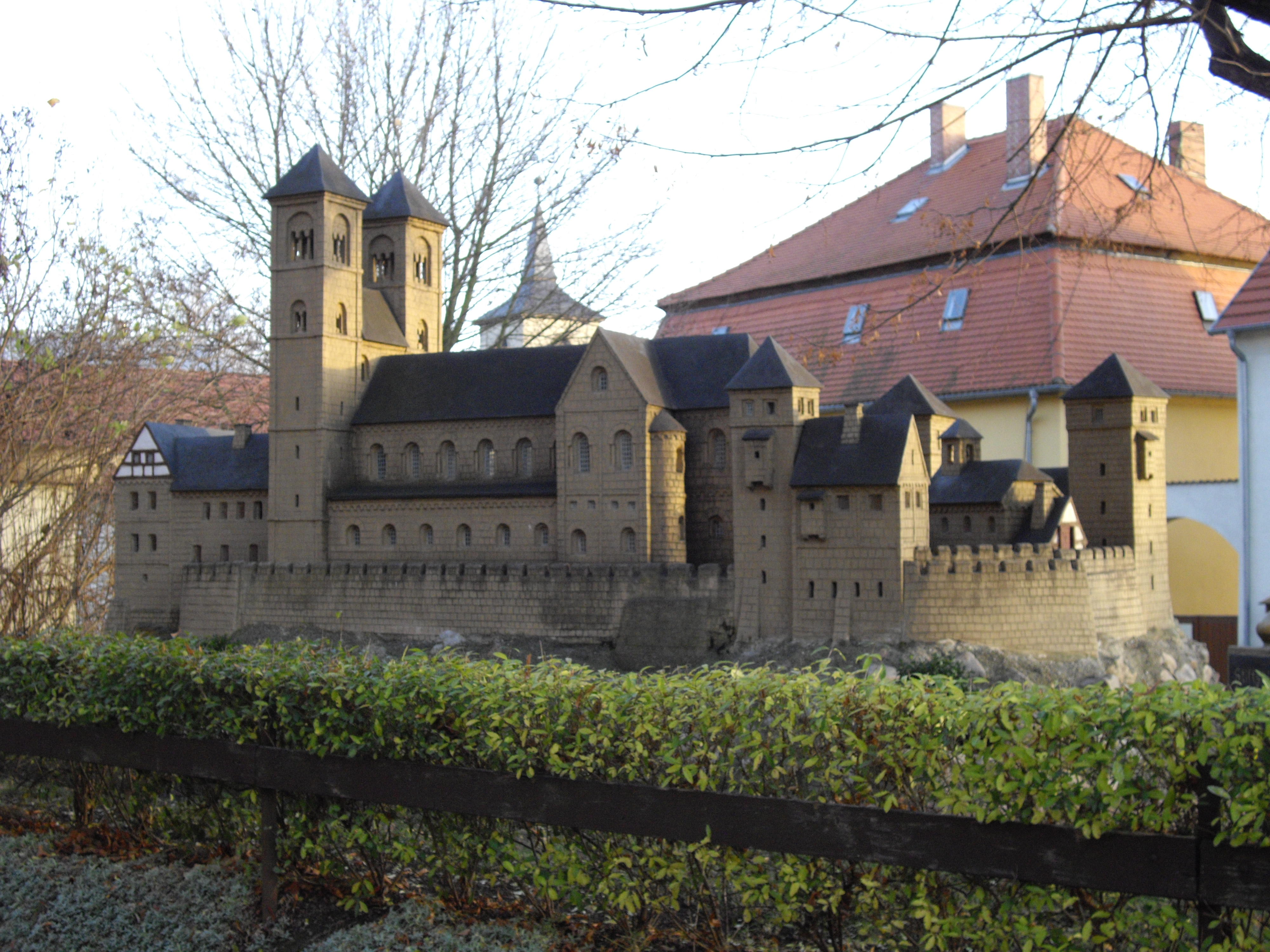
Miniaturversion des Quedlinburger Doms

Eine weltweite Einzigartigkeit sind die Miniaturburgen von Günther Beinert, die sich innerhalb des Stadtgebietes von Gerbstedt befinden. Die meisten Burgen sind in der DDR-Zeit entstanden. Es wurden aus bürgerlicher Aufsässigkeit oft Rheinburgen erbaut. Diese meist nur bis zu 1,70 m hohen Burgen laden zu einem ausgedehnten Spaziergang ein. Mittlerweile wurden auch Schlösser und Burgen aus der Region als Miniaturgebilde errichtet.
Ein weiterer Fakt erregt in und um Gerbstedt bis heute noch viele Gemüter. Vom Kloster aus wurden Gänge unter der Erde gegraben, um bei Belagerungen die Versorgung und die Sicherheit innerhalb der Stadtmauern zu gewährleisten. Diese Gänge sind so groß, dass Pferdefuhrwerke sie bequem durchfahren können. Sogar Buchten, um Gegenverkehr ausweichen zu können, wurden angelegt. Gerüchte ranken sich um das Wegenetz dieser unterirdischen Gänge. Die meisten Erzählungen sprechen davon, das mindestens ein Gang bis kurz vor die Tore von Eisleben reichte. Genauer gesagt bis in das Schloss Seeburg am Süßen See, einige Kilometer vor der Stadt. Dies würde eine geschätzte Länge des Weges von 15 bis 20 Kilometern bedeuten. Im Zweiten Weltkrieg wurden einige der Gänge als Bunker benutzt; bis in die 1990er Jahre hinein konnte man dort unten ABC-Schutzmasken und andere Wehrmachtsutensilien auffinden. Nähere Informationen kann man im Heimatmuseum erfragen. Ein Einstieg in die Gänge ist unweit des Museums zu finden. Allerdings ist der Zugang mittlerweile untersagt.
Auf dem Gemeindefriedhof befinden sich die Gräber von sieben Polen und einer Polin sowie einem Russen (alle namentlich bekannt), die während des Zweiten Weltkrieges nach Deutschland verschleppt und hier Opfer von Zwangsarbeit wurden.

### Bauwerke
- Das Rathaus, ein Renaissancebau aus dem Jahre 1566
- Die Kirche „Sankt Johannes“, erbaut 1739 und 1776 Richtung Osten vergrößert
- Der alte Glockenturm des Klosters Gerbstedt
- Schloss Gerbstedt, erbaut 1905[5]
- Rittergut Gerbstedt

### Gärten und Parks
Im Nordosten befindet sich der Schlosspark, eine größere Parkanlage mit ca. 400 Meter Länge und 300 Meter Breite. In diesem Park wurde ein Schullehrpfad angelegt.

### Sport
In Gerbstedt befinden sich ein Sportplatz (im Süden) und ein Freibad (in der Nähe des ehemaligen Bahnhofes).
Weiterhin befindet sich eine Kegelbahn (am Schloss) in Gerbstedt. Der Hundesportverein befindet sich unterhalb des Sportplatzes (im Süden).

## Persönlichkeiten
- Rikdag (10. Jahrhundert), Markgraf von Meißen
- Thimo von Wettin (11. Jahrhundert), Vogt des Klosters Gerbstedt gemeinsam mit seinen Brüdern Friedrich I., Bischof zu Münster; Dedo II., Markgraf der Lausitz; Gero von Brehna und Konrad von Camburg
- Petrus Legge (1882–1951), röm.-kath. Bischof, wirkte als Vikar in Gerbstedt von 1907 bis 1911
- Julius Kurth (1870–1949), deutscher Lehrer, Pfarrer, Privatgelehrter und Autor, starb in Gerbstedt

### Söhne und Töchter der Stadt
- Valentin Haussmann (um 1560–um 1614), Komponist der Renaissance, Organist und Ratsherr in Gerbstedt.
- Wilhelm von Neumann (1823–1899), Rittergutsbesitzer, königlich preußischer Legationsrat und Mitglied des Deutschen Reichstags
- Karl Seidenstücker (1876–1936), Indologe, Pionier des Buddhismus in Deutschland
- Eberhard Wolfram (1882–1947), deutscher Marineoffizier, zuletzt Vizeadmiral im Zweiten Weltkrieg
- Otto Brosowski (1885–1947), Bergarbeiter, KPD-Mitglied; siehe Fahne von Kriwoi Rog
- Eugen Ray (1957–1986), Leichtathlet und Olympiateilnehmer
- Günther Beinert, Ehrenbürger und Erbauer der Gerbstedter Miniaturburgen

## Sonstiges
Gerbstedt wird im Volksmund des Mansfelder Landes auch als Kuchenland bezeichnet. Die Bezeichnung geht zurück auf eine Anekdote aus den 1930er Jahren. Zu dieser Zeit sollte der Gerbstedter Männerchor das Lied „Oh Jugendzeit …“ interpretieren. Da in der Mansfelder Mundart die Konsonanten sehr weich ausgesprochen werden, bemühte sich der Chor besonders hochdeutsch zu singen. Als Ergebnis erklang dann „Oh Kuchendzeit …“, aus der dann Kuchen abgeleitet und die Gerbstedter als Kuchenländer bezeichnet werden.